# 요도천
요도천(堯渡川)은 충청북도 충주시 신니면에서 발원하여 충청북도 충주시 달천동에서 달천에 유입되는 대한민국의 지방하천이다. 길이는 약 26 km이며 상류지역에 광월저수지와 신덕저수지가 위치해 있다. 주변의 다른 하천들에 비해 수질이 좋지 못하여 식수원으로 쓰이지는 않지만 그 대신 충주시 주덕읍, 대소원면, 신니면 지역에 농업용수 공급원으로 이용되고 있다. 